# DB série 181
La série E 310 (181 depuis 1968) est une série de locomotives électriques, commandée par la Deutsche Bundesbahn et livrée à partir de 1966.

## Services jusqu'à aujourd'hui
Train de nuit Paris-Moscou (entre l'Allemagne et la France)